# Lillhemmanstjärnen
Lillhemmanstjärnen är en sjö i Ljusdals kommun i Hälsingland och ingår i Ljusnans huvudavrinningsområde.